# Tomopisthes
Tomopisthes es un género de arañas araneomorfas de la familia Anyphaenidae. Se encuentra en Argentina, Chile y Perú. 

## Especies
Según The World Spider Catalog 12.0:
- Tomopisthes horrendus (Nicolet, 1849)
- Tomopisthes pusillus (Nicolet, 1849)
- Tomopisthes tullgreni Simon, 1905
- Tomopisthes varius Simon, 1884